# 西野亮子
西野亮子（にしの りょうこ、1977年 - ）はWWFのジャパン野生生物グループ長およびTRAFFICプログラムオフィサー。日本における希少動物取引調査の第一人者であり、東京都象牙取引規制に関する有識者会議委員を歴任。

## 来歴
1977年、東京都生まれ。2000年に玉川大学文学部を卒業後、2009年にWWFジャパン入社。入社後は広報や重点種プログラム推進などに携わり、実績を評価されて2021年に現職を拝命する。
2009年より広報分野を中心に従事し、イベント運営、出版物作成などワシントン条約に関する普及啓発を行う。2016年より重点種（特に注力すべき種）プログラム推進に携わるようになり、取引を中心とした現状調査を担当した。2018年より行政機関や企業に対して取り組み促進を促す活動に従事し、野生生物の違法取引（IWT）の撲滅・削減を実現させることに努める。ワシントン条約第70回常設委員会にWWFジャパンより参加している。
2020年9月、環境に関わる複数の有識者とともにANAで意見交換を行った。近年はインターネットを中心としてメディアでの情報発信に努めている。

## 人物
野生生物を守るためには、「そこに暮らす人々、居住環境、そして利用する側の意識、そしてすべての段階で取り組みが必要である」とする一家言を持ち、職務に尽忠してきた熱血漢である。